# Colpocephalum flavescens
Colpocephalum flavescens är en insektsart som först beskrevs av De Haan 1829.  Colpocephalum flavescens ingår i släktet Colpocephalum, och familjen spolätare. Arten är reproducerande i Sverige.